# مقیاس‌بندی دما
مقیاس بندی دما روشی برای تنظیم کردن درجه بندی (کالیبراسیون) دمای کمیت های فیزیکی در مترولوژی است. در این عمل، به صورت تجربی مقیاس دما را با استفاده از پارامتر های مناسب و پایدار، مانند نقطه انجماد و جوش آب اندازه گیری می کنند. دمای مطلق بر اساس اصول ترمودینامیکی بدین صورت تعریف می شود: استفاده از کمترین دمای ممکن به عنوان نقطه صفر، و انتخاب یک واحد افزایشی مناسب.
درجه سانتیگراد ، کلوین و فارنهایت مقیاسهای معمولی درجه حرارت هستند . مقیاس‌های دیگری که در طول تاریخ مورد استفاده قرار گرفته‌اند عبارتند از: رانکین ، رومر ، نیوتن ، دلیزل ، رومیر ، نشان گاز ، لیدن و ودگوود.